# 生きたい (ホットライン)
「生きたい」（ウクライナ語: Хочу жити, ラテン文字転写: Khochu zhyty; ロシア語: Хочу жить, ラテン文字転写: Khochu zhit）は、ウクライナにいるロシアの軍人からの要請を受理するホットライン。ウクライナ国防省情報総局が運営しているこのサービスは、ロシアのウクライナ侵攻への参加を望まないロシア軍人がウクライナ軍に安全に降伏するのを支援することを目的としている。このプロジェクトはジュネーヴ諸条約に従って降伏した軍兵士を拘留することを保証している。

## プロセス
プロジェクトの公式ウェブサイトによると、ロシアの軍人が要請して降伏する方法はいくつかあるとされ、これには、24時間体制のホットラインに電話することや、プロジェクトのチャンネルでチャットボットの指示に従うことが含まれる。プロジェクト開始直後から、ロシアの国家機関は、ロシア連邦の支配地域からのプロジェクトへのアクセスを遮断した。

## 歴史
9月18日、戦争捕虜の処遇調整本部は、ロシア軍に武器を置いて自らの命を守る可能性について知らせることを目的としたプロジェクトの継続として、ロシア軍とその家族からの要請を受理する24時間体制のホットラインを備えた特別国家プロジェクト「私は生きたい」を開始した。
2022年10月5日、このプロジェクトの支援を受けて、ロシアで部分動員が発表された直後に動員された最初のロシア軍人がウクライナ軍に降伏したことが判明した。
プロジェクトの最初の一か月間で、ロシア軍関係者からの3000件以上の電話が処理された。